# 军事出版社
军事出版社是歷史上位于蘇維埃俄國、蘇聯以及俄罗斯莫斯科的一家出版社。
1919年10月25日，革命军事委员会下令创办军事出版社。创办该社的最初目的是为苏联国防部出版其所需文献。该出版社后来发行过虛構和非虛構文学作品、技术使用手册以及詞典。2009年，该出版社并入红星报控股的公司。